# 후에후키촌
후에후키촌(笛吹村)은 나가사키현 기타마쓰우라군에 있던 촌이다. 현재의 오지카정 중남부에 해당한다.

## 역사
- 1889년 4월 1일 - 정촌제 시행에 의해 기타마쓰우라군 히라도촌이 성립하였다.
- 1925년 4월 1일 - 마에가타촌, 야나기촌이 합병해 오지카촌이 되어 후에후키촌은 소멸하였다.

## 참고문헌
- 角川日本地名大辞典 42 長崎県
- 長崎縣告示第百二十三號 町村廃置の件 보관됨 2017-10-14 - 웨이백 머신 長崎県公報 大正15年3月19日付